# Adolf Hartmann (Jurist)

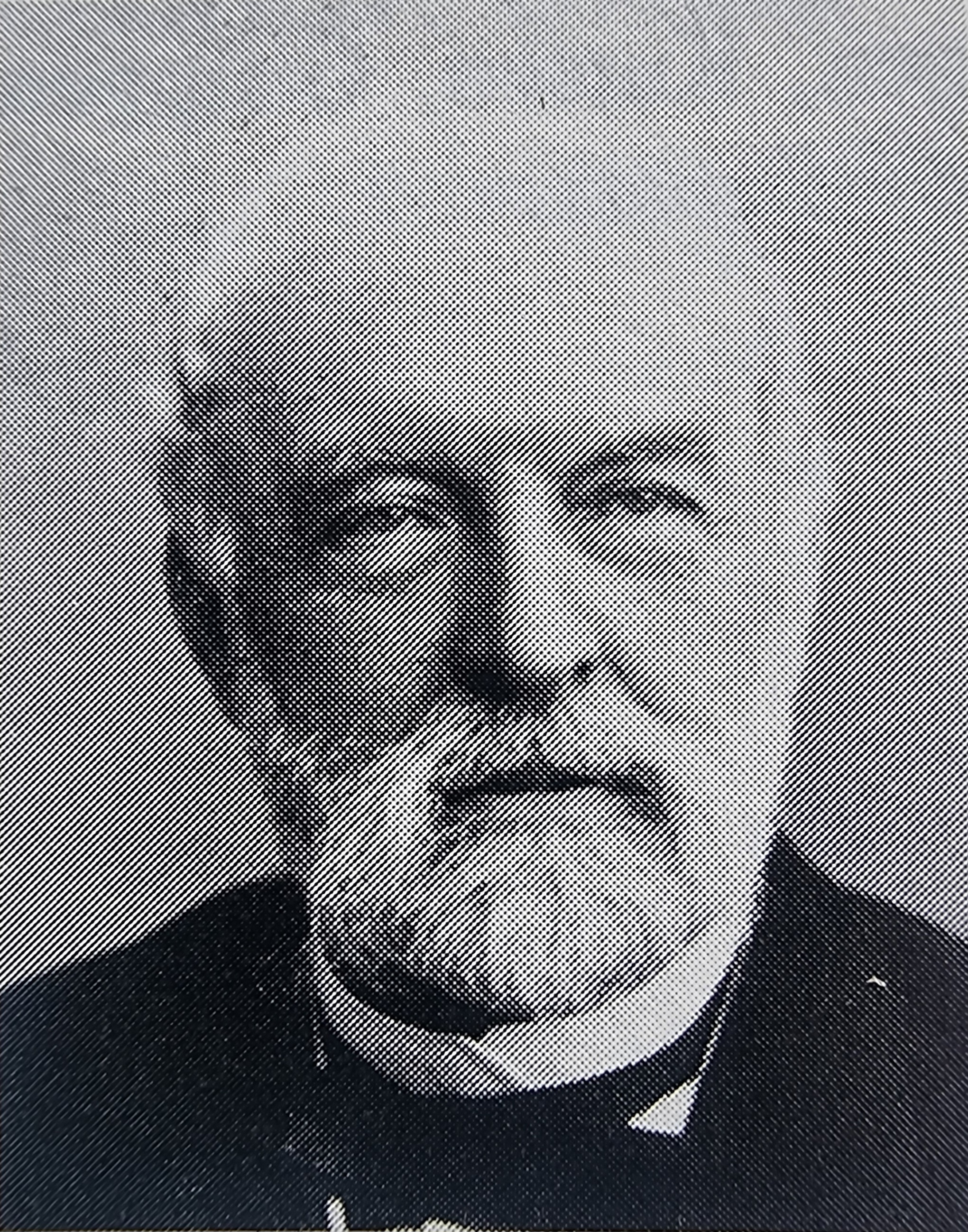
Adolf Hartmann

Friedrich Adolf Johannes Karl Hartmann oder Adolf Friedrich Karl Johann Hartmann (geboren 10. Mai 1824 zu Glocksee vor Hannover; gestorben 12. Dezember 1897 in Hannover) war ein deutscher Jurist und Diplomat des Königreichs Hannover.

## Leben
In der Frühzeit der Industrialisierung begann Adolf Hartmann seine berufliche Laufbahn am 1. September 1846 als Amtsauditor in Stade. Ab dem 18. Dezember 1851 arbeitete er als Hilfsarbeiter bei der Landdrostei Lüneburg. Im Folgejahr übersiedelte er in die Residenzstadt Hannover, um im Königlich Hannoverschen Ministerium der Auswärtigen Angelegenheiten tätig zu werden; ab dem 17. April 1852 zunächst wieder als Hilfsarbeiter und ab dem 13. Dezember 1853 als Regierungsassessor. Am 27. Mai 1858 wurde er zum Legationsrat ernannt, am 5. März 1866 zum Geheimen Legationsrat und Generalsekretär des Ministeriums.
Nach der Annexion des Königreichs Hannover durch Preußen 1866 wurde Adolf Hartmann auf Wartegeld gesetzt. An der Polytechnischen Schule zu Hannover hielt Hartmann in den Semestern 1877/1878 und 1878/1879 Vorträge über Rechtskunde nach der Encyklopädie der Rechtswissenschaft sowie zu Institutionen des Römischen Rechts. Am 15. Januar 1893 wurde Hartmann Wirkliches Mitglied, „Membre de l'Institut de Droit international“ in Genf.
Hartmann, der 1897 im Alter von 73 Lebensjahren in Hannover starb, bewohnte zuletzt die Beletage im Haus Wiesenstraße 5. Für seine Verdienste wurde er ausgezeichnet mit
- dem Hannoverschen Guelphen-Orden 4. Klasse,
- dem Dänischen Dannebrog-Orden 3. Klasse
- sowie dem Portugiesischen Turm- und Schwertorden 3. Klasse.[2]